# بطولة تونس للكرة الطائرة للرجال 1971-1972
بطولة تونس للكرة الطائرة للرجال 1971-1972 هو الموسم رقم 17 من بطولة تونس للكرة الطائرة للرجال.

فاز بهذا الموسم الاتحاد الرياضي للنقل بصفاقس.

## روابط خارجية
- الموقع الرسمي للجامعة التونسية للكرة الطائرة.